# Smolotely
Smolotely település Csehországban, a Příbrami járásban. Smolotely Milín, Solenice, Pečice, Cetyně, Bohostice és Dolní Hbity településekkel határos. Lakosainak száma 294 fő (2024. január 1.).

## Népesség
A település lakosságának változását az alábbi diagram mutatja:
| Lakosok száma | 753  | 756  | 632  | 391  | 280  | 235  | 238  | 242  | 267  | 294  |
|               | 1869 | 1890 | 1921 | 1950 | 1980 | 2001 | 2017 | 2019 | 2022 | 2024 |